# Stazione di Prata-Pratola
La stazione di Prata-Pratola è una stazione ferroviaria della linea Benevento-Avellino gestita da RFI e al servizio dei comuni di Prata di Principato Ultra e di Pratola Serra, in provincia di Avellino.

## Storia
Inizialmente dotata di un buon traffico sia viaggiatori che merci, la stazione ha visto diminuire la sua importanza con l'avvento del trasporto su gomma. Il fabbricato storico venne gravemente danneggiato dal terremoto del 1980 e perciò venne demolito e ricostruito con quello tuttora presente, contemporaneamente all'eliminazione del vecchio scalo merci, ormai inutilizzato. A metà degli anni 1990 lo scalo venne reso impresenziato.

## Strutture e impianti
La stazione è dotata di un semplice fabbricato viaggiatori ad un piano e di due binari, dotati di banchine, per il servizio viaggiatori, di cui solo il primo è utilizzato.

## Movimento
La stazione è servita da alcuni treni svolti da Trenitalia nell'ambito del contratto di servizio stipulato con la Regione Campania: l'azienda del gruppo FS opera treni regionali tra Benevento da un lato e Avellino e Salerno dall'altro. Dal 12 dicembre 2021 la fermata è autosostituita, come il resto della linea, per lavori di elettrificazione in corso.